# Batalha da Praça da Sé
Batalha da Praça da Sé foi um conflito entre antifascistas e integralistas no centro da cidade de São Paulo no dia 7 de outubro de 1934. A Ação Integralista Brasileira (AIB) havia marcado para aquele dia um comício em comemoração aos dois anos do Manifesto Integralista, e, tão logo souberam dessa intenção, os antifascistas da capital paulista se organizaram para impedir a realização do evento. Ainda que sem uma direção centralizada, todas as forças da esquerda paulista participaram do conflito, que resultou em sete mortos — sendo eles um estudante antifascista, três integralistas, dois agentes policiais e um guarda civil — e cerca de trinta feridos.
Para as esquerdas, esse evento tornou-se um símbolo da luta antifascista e contra os elementos reacionários da política nacional. Combinada com identificação do corpo do jovem militante Tobias Warchavski, a Batalha da Praça da Sé detonou uma campanha política contra a política repressora do governo de Getúlio Vargas que se combinou com o sentimento antifascista, impulsionando um movimento mais geral contra a "reação" e apontando para a formação de uma frente ampla progressista, o que seria concretizado com a formação da Aliança Nacional Libertadora (ANL).

## Contexto
A década de 1930 foi marcada por uma radicalização política, em decorrência da crise do liberalismo após a quebra da Bolsa de Valores de Nova Iorque, em 1929. A ascensão do fascismo e a radicalização dos movimentos comunistas tiveram reverberações no Brasil, em meio ao contexto marcado pelo funcionamento da Assembleia Nacional Constituinte entre 1933 e 1934. A crise ideológica e política do liberalismo transformou-se no Brasil numa questão política não apenas para as elites econômicas e políticas, mas também para as classes médias e trabalhadores, que buscavam alternativas ao liberalismo pela direita, com o fascismo, e pela esquerda, com o socialismo e o comunismo. Na prática, esse debate sofreu a concorrência do confronto entre o fascismo e o antifascismo.
Embora fascismo e antifascismo se confrontassem no país já desde a década de 1920, foi com a criação da Ação Integralista Brasileira (AIB) em 1932 que a disputa passou a integrar os temas políticos nacionais. Da mesma forma, as organizações de esquerda se preocupavam em criar organizações para combater o fascismo, como o Comitê Antiguerreiro, liderado pelo Partido Comunista do Brasil (PCB), o Comitê Antifascista, articulado pelos anarquistas em torno da Federação Operária de São Paulo (FOSP) e a Frente Única Antifascista (FUA), organizada pelos trotskistas da Liga Comunista (LC) e pelos militantes do Partido Socialista Brasileiro (PSB) paulista. Assim, a AIB e as esquerdas disputavam a atenção das massas urbanas e organizavam eventos que procuravam superar em magnitude os dos concorrentes, logo partindo para o conflito aberto.

## Antecedentes

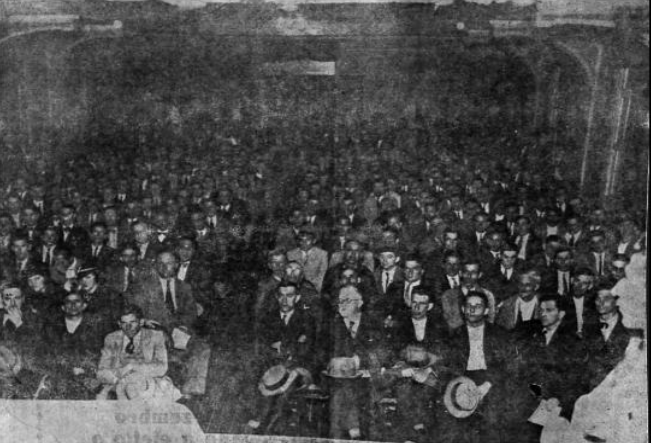
Conferência anti-integralista realizada em 14 de novembro de 1933, no salão da União das Classes Laboriosas.

Conflitos entre antifascistas e integralistas já vinham ocorrendo desde 1933. Um dos primeiros registros se deu durante a realização de uma Conferência Anti-integralista, organizada pelo Centro de Cultura Social (CCS) em 14 de novembro e que contou com a participação de representantes de diversas correntes políticas da esquerda, como socialista Carmelo Crispino, o anarquista Hermínio Marcos e um representante do jornal O Homem Livre. O evento, realizado no salão da União das Classes Laboriosas, reuniu cerca de mil pessoas. Em meio à conferência aparecerem alguns integralistas a fim de tumultuá-la, no entanto, ao perceberem a quantidade de elementos antifascistas que ali se encontravam, retiraram-se e começaram a procurar reforços nas imediações, sendo repelidos por um grupo de trabalhadores.
Ao longo do ano, começaram a surgir relatos de agressão por parte dos integralistas contra militantes de esquerda em diversas partes do país, de modo que a FUA decidiu organizar uma contramanifestação para o dia 15 de dezembro de 1933, data em que a AIB havia marcado um comício integralista. A divulgação, por parte da FUA, de que haveria uma contramanifestação, fez com que a AIB cancelasse a marcha. O comício da FUA, no entanto, ocorreu, na sede da Lega Lombarda e com a presença de cerca de dois mil participantes, incluindo militantes do PCB e do Comitê Antiguerreiro. Neste evento, a FUA demonstrou intenções de articular-se com outras organizações antifascistas de outros estados para a formação de Frente Única Antifascista Nacional, além de ter convocado o movimento operário paulista para a formação de uma frente sindical.
Em 1934, o clima político radicalizou-se no país. No dia 20 de abril, treze dias após o início da votação da Constituição, cerca de 4 000 integralistas desfilaram pelas ruas do Rio de Janeiro. Cerca de um mês depois, no dia 24 de junho, ocorreu um desfile integralista na capital paulista, contando com cerca de 3 000 pessoas. Uma semana depois, no dia 2 de julho, feriado na Bahia, cerca de 400 integralistas fizeram um desfile pelas ruas de Salvador. Por outro lado, no dia 9 de julho, em Niterói, encerrou-se a I Conferência Nacional do PCB que institucionalizou um novo grupo dirigente e marcou uma radicalização nas políticas do partido. O PCB organizou ainda, no dia 23 de agosto, o primeiro evento político de grandes proporções patrocinado pelo Comitê Antiguerreiro, o I Congresso Nacional Contra a Guerra Imperialista, a Reação e o Fascismo. O evento transcorreu no Teatro João Caetano, após concentração e comício na praça Cristiano Ottoni e passeata de cerca de 3 000 pessoas pela avenida Marechal Floriano e avenida Passos. O evento terminou em conflito com as forças policiais, deixando vítimas fatais.
Em outubro, a situação se precipitou, com a ocorrência de conflitos abertos entre antifascistas e integralistas. No dia 3, feriado nacional em comemoração ao aniversário da Revolução de 1930, houve um violento confronto em Bauru, no interior de São Paulo. Na ocasião, havia sido agendada uma “palestra doutrinária” a ser ministrada pelo líder nacional da AIB, Plínio Salgado, cuja visita era prevista há meses pelos jornais locais. O Sindicato dos Empregados e Operários da Estrada de Ferro Noroeste do Brasil marcou uma assembleia geral extraordinária às 19h, uma hora antes da palestra integralista. Nessa mesma hora iniciou-se um desfile integralista que, saindo da sede local da agremiação, acompanhada por tambores e taróis, buscou Plínio Salgado no hotel no qual estava instalado para levá-lo ao local da palestra. Durante o trajeto o desfile passou a ser admoestado por populares que gritavam palavras de ordem antifascistas. Os ânimos foram se exaltando até que, numa determinada rua, estourou um tiroteio que resultou em um morto — Nicola Rosica — e quatro feridos, todos integralistas. Um dos principais acusados de ter participado da agressão aos integralistas era candidato a deputado estadual pela Coligação das Esquerdas. Esta coligação havia sido criada em São Paulo pela Coligação dos Sindicatos Proletários, Liga Comunista Internacionalista (LCI) e o PSB no final de agosto.

## Desenrolar do conflito

### Convocação e preparativos
No dia 7 de outubro de 1934, os integralistas pretendiam realizar um comício na Praça da Sé, no centro de São Paulo, para comemorar os dois anos do Manifesto Integralista. Tão logo souberam dessa intenção, as forças antifascistas da capital paulista se organizaram para impedir a realização do comício. Existem algumas divergências entre as fontes que relatam o ocorrido; Fúlvio Abramo relaciona a contramanifestação diretamente com a atuação da FUA; Eduardo Maffei tenta diluir o papel da FUA e atribui a convocação dessa contramanifestação ao trabalho do PCB; Mário Pedrosa, por sua vez, afirmou que “nenhuma organização ou partido pode arrogar-se o mérito de ter conseguido sozinho aquela mobilização formidável de trabalhadores”.
Todas as organizações de esquerda de São Paulo foram convocadas para participar da contramanifestação, e cada entidade emitiu seu comunicado aos associados, publicou manifestos ao povo e tratou de realizar reuniões preparatórias. A primeira assembleia para o exame da situação realizou-se no Sindicato dos Empregados do Comércio, com a presença de 40 militantes. Todos aprovaram a proposta de realizar a contramanifestação; estavam de acordo em que ela deveria realizar-se no mesmo local e hora da anunciada manifestação integralista, com a finalidade de dissolver o comício da AIB; e, na medida do possível, cada organização trataria de fornecer armamento para os contramanifestantes levarem a cabo seus objetivos. A Livraria Elo, na Rua Senador Feijó, a sede da Legião Cívica 5 de Julho, na Rua Anita Garibaldi, a sede da União dos Trabalhadores Gráficos (UTG), na Venceslau Brás e os sindicatos no Prédio Santa Helena foram utilizados como pontos de apoio logístico, nos quais as armas eram recebidas por militantes antifascistas. Até o dia 5, todo o armamento recebido já havia sido retirado desses lugares. Foram estabelecidas duas comissões; uma civil, para organizar a mobilização popular; e outra militar, que traçaria uma estratégia para o conflito, da qual João Cabanas, Roberto Sisson e Euclydes Bopp Krebs tiveram um papel ativo. Cabanas traçou um plano estratégico que dividia as forças em três posições principais. A primeira ia da fachada do prédio Santa Helena até a Rua Wenceslau Braz; a segunda se colocaria no fundo da praça, na seção que correspondia à calçada e aos calçadões entre a saída da Rua Direita e a Rua Wenceslau Braz, e a terceira, em frente ao prédio da Equitativa, entre as Ruas Senador Feijó e Barão de Paranapiacaba. Politicamente, a primeira posição seria ocupada pelos membros do PSB, a segunda pelos comunistas e a terceira pelos trotskistas e anarquistas.
Outras reuniões foram realizadas na sede da FOSP. Segundo Maffei, compareceram nas reuniões preparatórias, entre outros militantes, Joaquim Câmara Ferreira, Hermínio Sacchetta, Arnaldo Pedroso d’Horta, Noé Gertel, Miguel Costa Jr., Igyno Ortega, Fernando Cordeiro, Leonor Petrarca, Eduardo Maffei e Eneida de Moraes, do PCB; Marcelino Serrano, Carmelo Crispino, João Cabanas, do PSB; os anarquistas Edgard Leuenroth, Pedro Catalo, Rodolfo Felipe, Oreste Ristori e Gusman Soler; Mário Pedrosa e Fúlvio Abramo, da LCI; além de sindicalistas ligados à Coligação dos Sindicatos Proletários, que incluíam o Sindicato dos Empregados do Comércio e a União dos Alfaiates. Durante as reuniões, foram comuns discussões entre comunistas e trotskistas. A todos os militantes foi aconselhado cuidar da segurança própria nos dias mais próximos ao conflito, para evitar possíveis prisões ou provocações que pudessem impedir sua participação.

### Confronto
Já pela manhã, os antifascistas começaram as movimentações para a contramanifestação na Praça da Sé, enquanto os integralistas se reuniam nas proximidades, ocupando um largo trecho da Avenida Brigadeiro Luís Antônio, que ía da Avenida Paulista até a sua sede, localizada junto ao cruzamento da Brigadeiro com a Riachuelo, próximo ao largo de São Francisco. Na Estação do Norte, centenas de integralistas uniformizados desembarcavam do interior do estado. O abundante noticiário dos jornais sobre a concentração da AIB para comemorar o segundo aniversário da sua criação e a profusão de manifestos e panfletos das mais variadas associações antifascistas distribuídos por toda a cidade tinham despertado o interesse da população, que, ao meio dia, já acorrera à praça em grande número. Por esse horário, os militantes antifascistas já começaram a entrar na praça, localizando-se nas áreas previamente destinadas a cada grupo.
Pouco antes das 14h, a polícia revistou os prédios da Praça da Sé. Os delegados Eduardo Louzada da Rocha e Saldanha da Gama entraram no Santa Helena, vistoriando todas as salas de prédio e as sedes dos vários sindicatos que circundavam a praça. Ao vasculharem os locais, não encontraram nenhum armamento. Mesmo assim, mandaram lacrar as portas dos sindicatos e colocaram uma guarda de vários soldados no portão do prédio Santa Helena, proibindo a entrada de quem quer que fosse. Depois, atravessaram a praça e repetiram a operação no prédio da Equitativa. Encontrando o membro do PSB Ruy Fogaça nas proximidades, o delegado Saldanha o prendeu e o remeteu à Central de Polícia. Segundo Fúlvio Abramo,
«A essa altura, quatrocentos homens, pertencentes ao 1º, 2º e 6º Batalhões de Infantaria, Corpo de Bombeiros e Regimento de Cavalaria, já ocupavam toda a Praça, sob o comando do coronel Arlindo de Oliveira. A Guarda Civil também estava presente com um grande dispositivo armado de fuzis e metralhadoras. Logo, todas as ruas que levavam à Praça da Sé foram fortemente policiadas. Na João Mendes, cavalarianos, com grossos mosquetões, estavam cuidando das passagens que davam acesso à Sé. Na Rua Santa Teresa ... um contingente da Guarda Civil ostentava fuzis-metralhadoras.»
Um grande número de manifestantes antifascistas se encontravam em frente ao prédio Santa Helena. Muito próximos dos integralistas, iniciaram algumas provocações, com gritos de “morra o integralismo” e “fora galinhas verdes”. Os integralistas prontamente reagiram e iniciou-se um princípio de tumulto, com bengaladas, pontapés, socos e safanões. A polícia logo interveio e alguns tiros foram disparados, causando pânico entre os presentes. Cerca de dez minutos depois, os integralistas se reagruparam e o grosso de suas formações entrou na praça e foi se colocando nas escadarias da Catedral Metropolitana de São Paulo, entoando seu hino oficial e dando “anauês”. Foi durante a calmaria que sucedeu esse primeiro conflito que maior parte dos integralistas entrou na praça, contornando os fundos da Catedral, no Largo João Mendes, e aparecendo pelo lado do prédio Santa Helena. O clima continuou tenso, com manifestantes antifascistas gritando palavras de ordem contra os integralistas, enquanto estes cantavam seus hinos. O confrontou irrompeu após os disparos de uma metralhadora, que atingiu três guardas civis, matando um deles e causando o pânico geral. Segundo o jornal A Plebe,
«Começou então o tiroteio.  As balas sibilavam em todas as direções, vindas de todos os pontos da praça, das esquinas das ruas, das portas dos prédios, onde se entrincheiravam grupos de pessoas armadas que atiravam contra os “camisas verdes”. Ouviram-se estrondos semelhantes ao das granadas de mão e parece que, de fato, foram empregadas no combate, pois foram encontrados estilhaços na Praça da Sé.» 

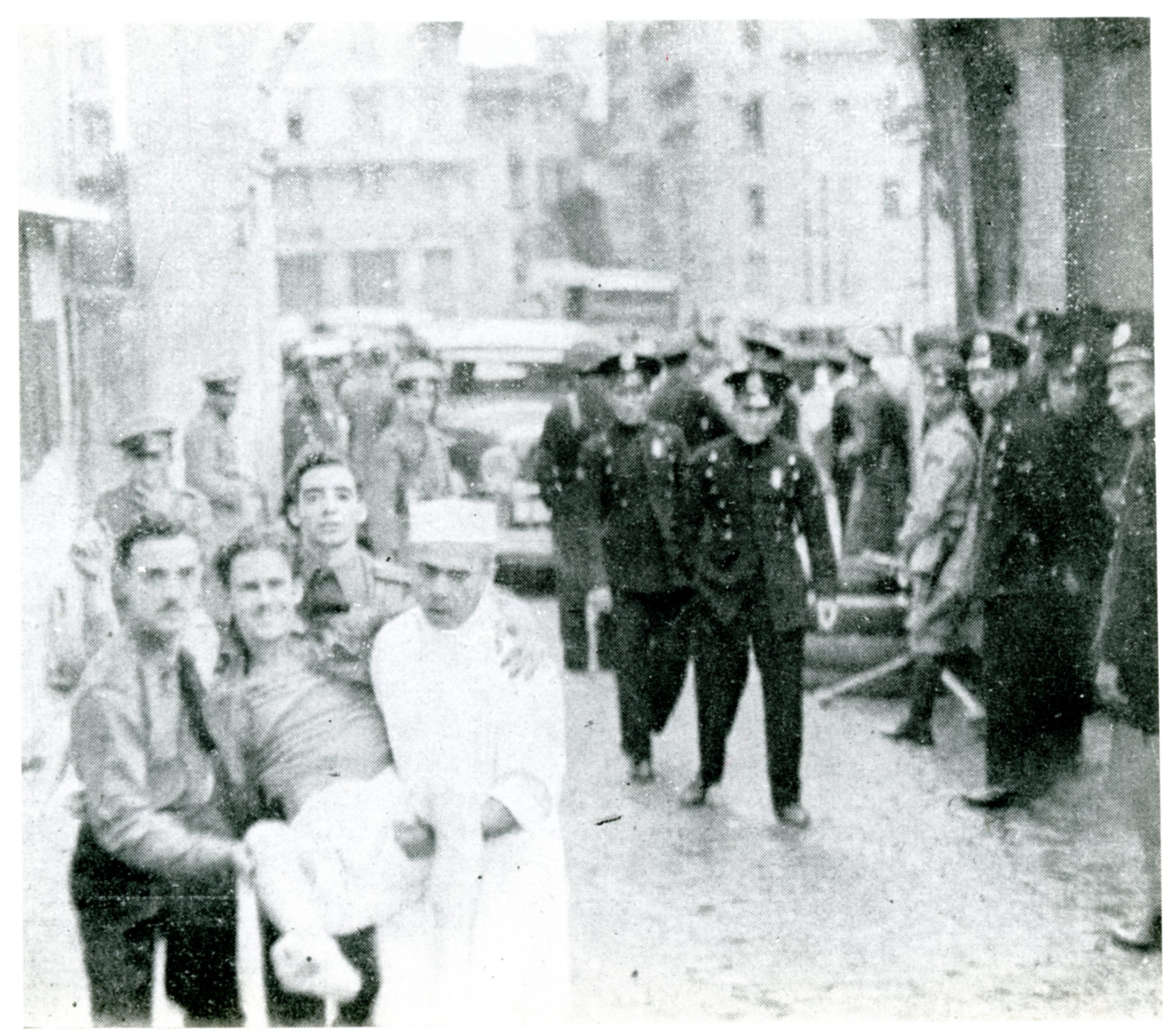
Integralista ferido durante o conflito, carregado por companheiros.

Logo os integralistas responderam ao fogo dos antifascistas. Fúlvio Abramo aproveitou o momento para iniciar a contramanifestação, subindo no pedestal da coluna do edifício A Equitativa e pronunciou breves palavras, no que uma saraivada de balas foi dirigida contra ele e os antifascistas. Nesse momento, Mário Pedrosa acabou ferido e Décio Pinto de Oliveira, estudante de direito e militante da Juventude Comunista, foi morto com um tiro na nuca. Os trechos entre a Benjamin Constant e Barão de Paranapiacaba foram onde o conflito se demonstrou mais intenso. Os anarquistas se bateram com violência contra os integralistas e a Força Pública durante o confronto. Gusman Soller teria afirmado nas reuniões preparativas que a melhor forma de organização contra os integralistas seria a dinamite, e Edgard Leuenroth expressou que “só o impedimento da parada fascista interessava”. Alguns soldados da Força Pública se uniram aos antifascistas, influenciados por João Cabanas, que tinha entre eles grande prestígio. Outros aproveitaram o momento para acertar as contas com a recém-criada Polícia Federal, cujos poderes centralizadores retiravam das instâncias estaduais a relativa independência de que gozavam, o que irritava profundamente os paulistas.
Entre as 16h e 17h, ainda persistiam alguns focos de conflito entre integralistas e antifascistas que ainda não haviam abandonado a praça. Os integralistas logo se retiraram, seguindo pela Rua Senador Feijó e atingindo o Largo São do Francisco. O grupo que foi ao Largo do São Francisco exigia a continuação do comício, mas foram impedidos pela polícia. Ao final do conflito, os integralistas debandaram e abandonaram suas camisas verdes pelas ruas do centro da cidade, para evitar mais agressões. A Plebe, de maneira sarcástica, descreveu a debandada da seguinte forma:
«Grupos de "camisas verdes" desciam as ladeiras Porto Geral, Ouvidor, Rua Líbero, procuravam refúgio atrás dos automóveis e nas casas. Muitos foram os que arrancaram a camisa e ficaram em camiseta de esporte, vendo-se, ao cair da tarde, e à noite, magotes de rapazinhos cheios de medo, que vieram do interior pensando que vinham para uma festa.»
Estima-se que o confronto tenha terminado com cerca de trinta feridos e sete mortos; entre eles, os agentes da polícia Hernani de Oliveira e José M. Rodrigues Bonfim; os integralistas Jaime Guimarães, Caetano Spinelli e Teciano Bessornia; o guarda civil Geraldo Cobra e o estudante antifascista Décio Pinto de Oliveira. Os feridos foram transportados para os hospitais da Santa Casa.
Após o conflito, os integralistas afirmaram que os antifascistas, escondidos nas sacadas do prédios Santa Helena, observaram atentamente a manifestação integralista e abriram fogo assim que houve um grande número de militantes concentrados, atirando inclusive contra mulheres e crianças. Fúlvio Abramo e Edgard Leuenroth desmentiram essa versão, afirmando que os prédios que circundavam a Praça da Sé haviam sido interditados pela polícia. No entanto, João Cabanas havia proposto, nas reuniões preparatórias, a disposição de atiradores no interior dos prédios que rodeavam a praça, proposta que foi rejeitada pelos outros militantes. Mais tarde, Goffredo da Silva Telles Júnior, que em sua juventude participou da AIB, minimizou o caráter do conflito, numa entrevista concedida em 1990 a Eugênio Bucci, na revista Teoria e Debate:
«Não houve enfrentamento nenhum. O que houve foi uma repressão policial a uma manifestação de operários e estudantes. Foi uma tristeza. Operários morreram. Uma bala da polícia atingiu Mário Pedrosa ... Assisti a tudo. Eu era um estudante da Faculdade de Direito. Tinha dezenove anos de idade nessa ocasião ... A manifestação era de operários e estudantes. Naquele tempo, ninguém andava armado...»

## Consequências

Manchete no Jornal do Povo satirizando os membros da AIB: "Um integralista não corre: vôa...".

A Batalha da Praça da Sé teve uma repercussão positiva entre o movimento antifascista brasileiro, especialmente no Distrito Federal e, combinada com a identificação do corpo do jovem militante Tobias Warchavski, detonou uma campanha política contra a política repressora do governo Vargas que se combinou com o sentimento antifascista, impulsionando um movimento mais geral contra a "reação" e apontando para a formação de uma frente ampla progressista, o que seria concretizado com a formação da Aliança Nacional Libertadora (ANL). No entanto, após o conflito, a polícia prendeu vários militantes de esquerda. A sede da FOSP foi invadida e lacrada pelas autoridades. Os anarquistas, subsequentemente, trataram de reorganizar a FOSP e buscaram formas de auxiliar os militantes que foram presos em decorrência da luta antifascista, chegando a criar o Comitê Pró-Presos Sociais, que realizou algumas atividades festivas voltadas a arrecadar fundos de auxílios aos companheiros encarcerados e aos seus familiares.
No Rio de Janeiro, ainda no dia 7 de outubro, foi lançado o primeiro número do periódico Jornal do Povo, editado por Aparício Torelly e ligado ao PCB. Durante a semana seguinte ao conflito, o jornal dedicou várias reportagens ao episódio paulista, procurando descrever o acontecimento de forma satírica e fazer pilhéria dos integralistas. Uma das suas manchetes da semana seguinte ao evento foi “Um integralista não corre, voa”, seguida de um texto, abaixo de uma imagem do conflito:
«A debandada integralista, como se vê, foi na mais perfeita desordem. Vê-se à esquerda um galinha-verde escondido atrás do poste, e no centro vários acocorados. A retirada dos 10 mil… Salve-se quem puder! E os integralistas, que gostam de frases sonoras bem sonantes, repetiam nessa hora, acompanhados pela castanhola dos dentes: morra meu pai que é mais velho!»